# 石橋町 (太田市)
石橋町（いしばしちょう）は、群馬県太田市にある地名（町丁）。郵便番号は373-0007。

## 概要
強戸地区にある町丁。

## 地理

### 近隣町丁
- 成塚町
- 天良町
- 寺井町
- 鳥山上町

## 世帯数と人口
2022年（令和4年）3月31日現在の世帯数と人口は以下の通りである。
| 町丁   | 世帯数  | 人口  |
| ------ | ------- | ----- |
| 石橋町 | 280世帯 | 596人 |

## 交通

### 鉄道
町内に鉄道は通っていない。

### 道路
- 群馬県道78号太田大間々線
- 栃木県道・群馬県道39号足利伊勢崎線

## 施設
- JA太田市強戸支所
- 強戸郵便局
- 稲村動物病院